# بوب كولفيل
بوب كولفيل (بالإنجليزية: Bob Colville)‏ هو مدرب كرة قدم ولاعب كرة قدم بريطاني، ولد في 27 أبريل 1963 في نانيتون ‏ في المملكة المتحدة. لعب مع أولدهام أثلتيك وستوكبورت كونتي ونادي بارو ونادي بانغور سيتي ونادي بوري ونادي يورك سيتي.